# Sven Böttcher
Sven Böttcher (* 24. August 1964 in Buchholz in der Nordheide) ist ein deutscher Schriftsteller, Übersetzer und Drehbuchautor. Seine literarisch-künstlerischen Gattungen sind Thriller, Comedy, Dramedy und Fantasy.

## Leben
Böttchers Vater ist Diplom-Kaufmann und Wirtschaftsprüfer.  Sven Böttcher wuchs in Hamburg auf und legte dort 1981 das Abitur ab. Auf Wunsch des Vaters studierte er zunächst Betriebswirtschaftslehre und schrieb während des  Studiums erste literarische Texte. Außerdem jobbte er als Werbefilmgehilfe und Werbetexter, zwischenzeitlich auch als Tiefbau-Hilfskraft und Buchhalter.
Böttcher erkrankte 2005 an Multipler Sklerose. 2008 verfasste er für seine drei Töchter den späteren Bestseller Quintessenzen, eine Auseinandersetzung sowohl mit der Krankheit als auch mit allgemeinen Lebensfragen. Er gründete außerdem ein Informationsportal für MS-Betroffene.
Seine Erfahrungen stellte er 2015 auch in Diagnose: unheilbar. Therapie: selbstbestimmt. Vom souveränen Umgang mit der Schulmedizin – Ein Erfahrungsbericht dar.
Böttcher ist TV-Autor und -Produzent, u. a. von Die Zeit ist reif für Ernst Eiswürfel (ARD), ran fun (Sat.1), Comedy Club (NDR), Funny Dubbing (Sat.1).
Gemeinsam mit Christian Klippel schrieb Böttcher die Krimis Störmer im Dreck (1989) und Mord zwischen den Zeilen. Er ist auch Mitübersetzer der deutschen Taschenbuchausgabe der Texte aus Monty Python’s Flying Circus.
Matthias Burchardt ist Sven Böttchers Partner bei B&B, einem regelmäßigen Podcast in Form eines Direktgesprächs mit dem Untertitel: „wir müssen reden“. Die Filme des Podcasts wurden über einen zugehörigen Youtubekanal millionenfach abgerufen.
Sven Böttcher ist der ältere Bruder des Musikers und Autors Jens Böttcher.

## Werke

### Bücher
Als Sven Böttcher
- Eimer wie ich: Ausgewählte Werke von Ernst Eiswürfl, Rufus T. Firefly, Little Steven u.a.; Herausgelogen von Sven Böttcher. Creativgarage, Rosengarten-Sieversen 1988, ISBN 3-9801737-1-2.
- mit Christian Klippel: Störmer im Dreck., Kellner Verlag, Hamburg 1989, ISBN 3-927623-62-8.
- mit Christian Klippel: Mord zwischen den Zeilen. Haffmans Verlag, Zürich, ISBN 3-251-01118-9.
- Gefährliche Aura. Goldmann, München 1991, ISBN 3-442-05139-8.
- Götterdämmerung. Haffmans Verlag, Zürich 1992, ISBN 3-251-00198-1.
- Der Auslöser. Goldmann, München 1992, ISBN 3-442-05175-4.
- mit Douglas Adams und John Lloyd: Der tiefere Sinn des Labenz: Das Wörterbuch der bisher unbenannten Gegenstände und Gefühle Rogner & Bernhard, Frankfurt am Main 1992, ISBN 3-8077-0262-8. (erschienen unter dem OT The deeper meanig of liff)
- Alte Freunde. Goldmann, München 1993, ISBN 3-442-05171-1.
- Sherman schwindelt. Goldmann, München 1994, ISBN 3-442-42671-5.
- mit Reinhold Beckmann: LiebesLeder: Der kleine Fussballberater. Goldmann, München 1996, ISBN 3-442-30675-2.
- mit Dieter Wedel: Held: Roman nach dem Fernsehfilm "Der Schattenmann". Wunderlich Verlag, Hamburg 1996, ISBN 3-8052-0572-4.
- Wal im Netz. Goldmann, München 1997, ISBN 3-442-43521-8.
- Der Aufsteiger: Roman der Fußball-Bundesliga. Rowohlt-Taschenbuch-Verlag, Reinbek bei Hamburg 1998, ISBN 3-499-26077-8.
- Psychopathos: Das ungeheure Abenteuer des Magnus Morgensten. Rogner & Bernhard, Frankfurt am Main 2000, ISBN 3-8077-0218-0.
- mit Katia Böttcher: Ein Kuckuckskind der Liebe. Heyne, München 2005, ISBN 3-453-40062-3.
- Prophezeiung. Kiepenheuer & Witsch, Köln 2011, ISBN 978-3-462-04278-8.
- Quintessenzen: Überlebenskunst für Anfänger. Ludwig Verlag, München 2013, ISBN 978-3-453-28046-5.
- Diagnose: unheilbar – Therapie: selbstbestimmt: Vom souveränen Umgang mit der Schulmedizin; ein Erfahrungsbericht. Ludwig Verlag, München 2015, ISBN 978-3-453-28065-6.
- mit Mathias Bröckers: Die ganze Wahrheit über alles: Wie wir unsere Zukunft doch noch retten können. Westend Verlag, Frankfurt am Main 2016, ISBN 978-3-86489-122-9.
- Rette sich, wer kann! Das Krankensystem meiden und gesund bleiben. Westend Verlag, Frankfurt am Main 2019, ISBN 978-3-86489-220-2.
- Die Apotheker. Rubikon, Mainz 2020, ISBN   978-3-96789-006-8.
- Wer, wenn nicht Bill (durchgestrichen) wir? Rubikon, München 2021, ISBN 978-3-96789-016-7.

Als John S. Cooper (gem. Pseudonym mit Mathias Bröckers)
- Das fünfte Flugzeug. Kiepenheuer & Witsch, Köln 2007, ISBN 978-3-462-03936-8. (erschienen unter dem OT The fifth plane)

Zum Roman „Das fünfte Flugzeug“ zu den Terroranschlägen des 11. September 2001 urteilte Der Spiegel:„…Bröckers und Böttcher haben sich zu einer Bestseller-Verschwörung zusammengetan, wollten ihren Thriller „Das fünfte Flugzeug“ aber nicht mit ihren Namen vorbelasten.“
- Zero. Kiepenheuer & Witsch, Köln 2010, ISBN 978-3-462-04213-9.

### Filme
- Die Zeit ist reif für Ernst Eiswürfel (BR/WDR 1992–1996, Serie)
- Ein Kuckuckskind der Liebe (ZDF 2005, mit Katia Böttcher)
- Die Krähen (Sat.1 2006)
- Hunde haben kurze Beine (ZDF 2006)
- Wie angelt man sich seine Chefin (Sat.1 2007)
- Manatu (Sat.1 2007)
- Mich gibt’s nur zweimal (Sat.1 2012, mit Dagmar Rehbinder)
- Der letzte Bulle (Sat.1 2012–2014, Serie)
- Großstadtrevier (ARD/NDR 2020, Serie)

## Übersetzungen
- Marx Brothers: Flywheel, Shyster & Flywheel/Die Marx Brothers Radio Show. Rogner & Bernhard, Hamburg 1989; als CD erschienen unter dem Titel Die Marx Brothers Radio Show, WDR 1989, Altberliner Verlag 2004 (zusammen mit Harry Rowohlt)
- Douglas Adams: Einmal Rupert und zurück. Rogner & Bernhard, 1993.
- Douglas Adams, Mark Carwardine: Die letzten ihrer Art. Rogner & Bernhard, 1992.
- Groucho Marx: Groucho und ich. Rogner & Bernhard, 1995.
- Groucho Marx: Memoiren eines spitzen Lumpen. Rogner & Bernhard, 1995.
- Raymond Chandler, Robert B. Parker: Einsame Klasse. Knaus, München 1989.